# Arkoma
La ville américaine d’Arkoma est située dans le comté de Le Flore, dans l’État d’Oklahoma. Lors du recensement de 2000, elle comptait 2 180 habitants.
La ville porte un nom mot-valise, contraction d’Arkansas et Oklahoma, en raison de sa proximité avec l’Arkansas.

## Source
- (en) Cet article est partiellement ou en totalité issu de l’article de Wikipédia en anglais intitulé « Arkoma, Oklahoma » (voir la liste des auteurs).